# Patricia Chéreau
Patricia Chereau (Nacida el 12 de abril de 1977 en Tourses) es una karateca francesa conocida para haber conseguido los títulos de campeona de Francia, de Europa y del mundo en kumite femenino en la categoría de menos de 60 kilos y por equipos.